# Гадомские
Гадо́мские (пол. Gadomski h. Rola) — шляхетский, польско-русский дворянский род, герба Роля. Род получил своё название от селения Гадомец Вырецкого (восточно-центральная Польша) и в XVI веке разделился на несколько ветвей.

## Герб Гадомских
Гербом Гадомских были разновидности польско-руского дворянского герба: Роля (пол. Rola).

Описание герба:

В поле червлёном роза серебряная, в которую тупыми концами упираются три сошника серебряных, остриями обращённые к стенкам шита. На шлеме пять страусовых перьев. Начало этого герба относят к XI веку.

## Ветви дворянского рода Гадомских
- Первая ветвь происходит от Матвея Ивановича Гадомского из Гадомец Вырецкого, владевшего поместьями в Цехановской земле (1599); внесена в VI часть родословной книги Волынской и Подольской губернии.
- Вторая ветвь, происходит от Ивана Петровича Гадомского, который владел поместьями в Лидском уезде (1733). Его потомство внесено в I часть родословной книги Виленской и Гродненской губерний[2].
- Третья ветвь, происходит от Казимира Гадомского, помещика Брацлавского воеводства, записана в I часть (роды дворянства жалованного или действительного) родословной книги Волынской губернии.[3].

| Гадомскіе: - Александръ-Антонъ. сынъ Фомы. внукъ Франца, правнук Адама Казимірова. - Марьян-Петръ-Илья. Сынъ Александра-Антона Фомина.— 1906Полный текст. См. стр.58 |

(VI, 279)

(I, 24)

- Четвёртая ветвь, в лице Леонарда и Цезария Михайловичей Гадомских, записана в I часть родословной книги Херсонской губернии, по владению имениями их предками в Царстве Польском с 1737 г.
- Пятой ветви, происходящей от Ивана Мартиновича Гадомского, отказано в дворянстве за недостаточностью представленных доказательств.
- Шестая ветвь, которая не упоминается в 86-томном Энциклопедический Словарь Брокгауза и Ефрона (1890—1907 гг.), внесена в VI часть родословной книги Волынской губернии. В этой части записаны «древние благородные дворянские роды».[4].

| Гадомскіе: - Иванъ, Игнатій, Антонъ, сыновья Франца Мартинова. (Изъ дворянъ Подольской губерніи). - Фабіянъ и Григорій сыновья Петра и Эразмъ-Варфоломей, сын Валентия с сыновьями: Валеріемъ-Адольфомъ-Валентіемъ и Андреемъ-Адамомъ, вмъстъ внуки Михаила, правнуки Мартина Станиславова. - Маріанъ-Иосіфъ-Валерій, сынъ Валерія-Адольфа-Валентія Эразмова-Варфоломъева, - Станиславъ-Валерій и Елеонора-Софія, дъети Маріана-Iосифа-Валерія Валеріева-Адольфова-Валентіева.— 1906Полный текст. См. стр.321 |

## Гадомские вРодословной книгеВолынской губернии
Гадомские, как потомственный дворянский род, были внесены в 6-ю часть Родословной книги Волынской губернии. В шестую часть вносились роды, дворянство которых насчитывало столетие на момент издания Жалованной грамоты. Формально запись в шестую часть родословной книги не давала никаких привилегий, кроме одной: в Пажеский корпус, Александровский (Царскосельский) лицей и в училище правоведения зачислялись только сыновья дворян, записанных в пятую и шестую части родословных книг..
Кроме этого Гадомские были внесены в 1-ю часть Родословной книги Волынской губернии. В первую часть вносились «роды дворянства жалованного или действительного»; во вторую часть — роды дворянства военного; в третью — роды дворянства, приобретенного на службе гражданской, а также получившие право потомственного дворянства по ордену; в четвертую — все иностранные роды; в пятую — титулованные роды; в шестую часть — «древние благородные дворянские роды». (Грамота на права, вольности и преимущества благородного российского дворянства). На практике в первую часть записывались и лица, получившие дворянство по ордену, особенно если этот орден жаловался вне обычного служебного порядка.

## Гадомские вРодословной книгеПодольской губернии
Гадомские, как потомственный дворянский род, были внесены в 6-ю часть Родословной книги Подольской губернии.

## Гадомские вэнциклопедии Брокгауза и Ефрона
Гадомские — дворянский род шляхетского происхождения (герба Риля), рано разделившийся на несколько отдельных ветвей. Первая ветвь происходит от Матвея Ивановича Гадомского, из Гадомец Вырецкого (1599) и записана в VI часть родословных книг Волынской и Подольской губерний. Вторая — от Ивана Петровича Гадомского, записана в I часть родословных книг Виленской и Гродненской губерний. Третья — от Казимира Гадомского, помещика Брацлавского воеводства, записана в I часть родословной книги Волынской губернии. Четвёртая, в лице Леонарда и Цезария Михайловичей Гадомских, записана в I часть родословной книги Херсонской губернии, по владению имениями их предками в Царстве Польском с 1737 г. Пятой ветви, происходящей от Ивана Мартиновича Гадомского, отказано в дворянстве за недостаточностью представленных доказательств. В. Руммель.— Гадомские // Энциклопедический словарь Брокгауза и Ефрона : в 86 т. (82 т. и 4 доп.). — СПб., 1890—1907.
Другие источники, где упоминаются Гадомские

## Известные представители рода
- Станислав Костка Гадомский — маршалок, подкаморий сохачевский, был при Станиславе-Августе Понятовском посланником в Пруссии, членом государственного совета и воеводою ленчицким.
- Гадомский, Иван Яковлевич — революционер, редактор «Gazeta Polska».